# Silene eckloniana
Silene eckloniana är en nejlikväxtart som beskrevs av Otto Wilhelm Sonder och William Henry Harvey. 
Silene eckloniana ingår i släktet glimmar och familjen nejlikväxter. Inga underarter finns listade i Catalogue of Life.